# Hoplia rossica
Hoplia rossica är en skalbaggsart som beskrevs av Medvedev 1952. Hoplia rossica ingår i släktet Hoplia och familjen Melolonthidae. Inga underarter finns listade i Catalogue of Life.